# Cung điện ở Biedrzychowice
Cung điện ở Biedrzychowice (tiếng Ba Lan: Pałac w Biedrzychowicach) là một cung điện theo phong cách Baroque tọa lạc ở làng Biedrzychowice, huyện Lubański, tỉnh Dolnośląskie, Ba Lan. Công trình kiến trúc này có tên trong sổ đăng ký di tích.

## Lịch sử
- Năm 1572: Một trang viên được quý tộc Konrad von Nostitz bắt đầu xây dựng. Quá trình xây dựng bị gián đoạn và kéo dài đến năm 1580.[2]
- Năm 1702: Moritz Christian von Schweinitz là chủ sở hữu mới và xây dựng lại trang viên thành một cung điện theo phong cách Baroque.[3]
- Vào năm 1730 và năm 1846: Cung điện ở Biedrzychowice được tân trang.[3]
- Sau năm 1945: Cung điện thuộc sở hữu của một tổ chức nhà nước.[3]
- Từ năm 1960: Cung điện là trụ sở của một trường học.[4]
- Vào năm 1966 và trong giai đoạn 1974-1978: Cung điện ở Biedrzychowice được cải tạo và trùng tu.[3]

## Kiến trúc
Đây là một cung điện hai tầng với nhiều cửa sổ, được xây dựng trên một mặt bằng hình chữ nhật, và lợp bằng kiểu mái mansard (các mặt bên của mái nhà đối xứng với nhau). Nội thất trong cung điện như: các đồ trang trí cổ, lò sưởi, và các tấm ốp tường theo kiểu Baroque vẫn còn tồn tại cho đến ngày nay.